# Санкт Петербург
Санкт Петербург (рус. Санкт-Петербург) је град у северозападној Русији који носи статус федералног града и административног центра Северозападног федералног округа.
После Москве, Санкт Петербург је други по броју становника, и други по важности економски, индустријски, научни и културни центар Русије. Такође, град је четврти по величини у Европи и најсевернији милионски град на свету. Од 1712. до 1918. године био је престоница Руског царства а до 2021. године административни центар Лењинградске области. Централни део града је од 1991. године под заштитом Унеска.
Налази се на ушћу реке Неве у Фински залив (Балтичко море), што га чини и важним транспортним и трговачким центром. Основао га је цар Петар Први 1703. године на мочварном земљишту у близини мора, како би осигурао руски приступ Балтику. Град је више од 200 година носио данашње име, од 1914. до 1924. године називао се Петроград, а од 1924. до 1991. године Лењинград у част Лењина, оснивача Совјетског Савеза. Локални надимак града је „Питер”, по првобитној холандској верзији имена Санкт-Питербурх.
Број становника у Санкт Петербургу према попису из 2021. износио је 5.601.911, док је у широј околини живело више од 6 милиона становника. Површина града је 1.439 km2.

## Етимологија
Често се погрешно мисли да је Петар Велики овај град назвао по себи. У ствари, град је име добио по Петровом свецу заштитнику Симону Петру. Тврђава је кратко носила холандско име Sankt-Pieterburch, које је брзо промењено у немачко Sankt-Petersburg. После избијања Првог светског рата, 18. августа 1914. име града је промењено у русификовано име Петроград. После Лењинове смрти 1924, град је 26. јануара 1924. постао Лењинград. Ову одлуку је донело руководство петроградске комунистичке партије, са образложењем да је одавде Лењин започео Октобарску револуцију.
Санкт Петербург је био симбол царистичке Русије. Као други град Русије по величини био је веома цењен. Промена имена у Лењинград је упечатљиво симболизовала промену социјалног и политичког система.
| Име града       | Период                |                       |
| --------------- | --------------------- | --------------------- |
| Санкт Петербург | од 16. маја 1703.     | до 19. јула 1914.     |
| Петроград       | од 19. јула 1914.     | до 26. јануара 1924.  |
| Лењинград       | од 26. јануара 1924.  | до 6. септембра 1991. |
| Санкт Петербург | од 6. септембра 1991. | и дан данас           |

## Значај
Био је престоница Русије у периоду више од две стотине година (1712–1728, 1732–1918). И сад се понекад назива Северна престоница (рус. Северная столица).

## Географија
Санкт Петербург је најсевернији од великих градова света – налази се на 59°57′ СГШ, у северозападном делу Русије, на обалама делте реке Неве и многобројним острвима делте.
Град је поникао на бившем мочварном земљишту на ушћу Неве у Фински залив. Подручје града се простире на 606 km² (од 1999. градско подручје је проширено на 1.431 km² укључивањем предграђа у састав града, на пример Петерхофа и Пушкина), од чега је неких 10% под водом. У граду постоји 42 острва. Некад их је било више, али су неки од канала који су их раздвајали временом затрпани. Санк Петербург је саграђен на 2 до 4 метра надморске висине. Ушће Неве се налази приближно на нивоу мора, тако да су њене обале у почетку учвршћене гранитним стенама. Ове стене штите град од воде али и дају граду специфичан карактер. Александар Пушкин га је описао речима: „Град обучен у граниту“.
Због ниског положаја граду некада прети стање високих вода. Ниво мора уз суседно острво Кронштат служи као референтна тачка нивоа мора. Санкт Петербург је често у историји био поплављен (од оснивања до 2003. – 295 пута). Најкатастрофалније поплаве догодиле су се 1924. (200 до 500 мртвих) и 1924.
Санкт Петербург лежи на истој географској ширини као Осло, Стокхолм, јужна Аљаска и јужни шпиц Гренланда. Због свог географског положаја ноћи у време летње дугодневице нису сасвим мрачне (такозване „беле ноћи“).
Река Нева је са 74 километра тока прилично кратка, али и једна од водом најбогатијих река Европе. Широка је до 600 метара и има јаку матицу. Од 74 километра тока, 28 километара се налази унутар градског подручја Санкт Петербурга.
До 19. века живи свет плитког Невског залива је био довољан да пречисти отпадне воде Санкт Петербурга. И данас отпадне воде индустријског града од скоро 4,6 милиона становника чине свега 2 процента укупних вода Неве. Средином 19. века појавиле су се прве епидемије болести које се преносе водом (колера и тифус). Само током епидемије тифуса 1908. умрло је око 9.000 људи. Променом одвода отпадних вода проблем је привремено решен 1910. Велико повећање броја становника 1950-их и 1960-их довело је до поновне ескалације проблема отпадних вода. Уз то, река Нева је доносила више загађења од индустрије која се развила на обалама језера Ладога, и од руских градова даље узводно. Тада је саграђено постројење за прераду отпадних вода, али и данас 25 до 30 посто градских отпадних вода директно доспева у воде и залив. У заливу живе углавном слатководне, и поједине рибе сланих вода. Биолошки систем Невског залива је веома осетљив на људске интервенције. Заједно са Москвом, Санкт Петербург важи за један од најзагађенијих градова Русије. По подацима организације Гринпис, око 200.000 становника живи у подручјима града у којим је нездраво становати.
Од 1978. совјетске власти су почеле изградњу Санктпетербуршке бране преко Невског залива, која би заштитила град од поплава. За разлику од већине поплава које су последица нараслог нивоа река, поплаве у Санкт Петербургу настају тако што западни ветрови са Финског залива заустављају уобичајен ток реке и у екстремним случајевима га преокрећу. Конструкција бране је крајем 80-их заустављена из еколошких разлога; брана је зауставила циркулацију приобалских вода и њихов квалитет је знатно опао. Појавили су се бојазни да би се цео залив могао претворити у мочвару. Брана би требало да буде довршена уз помоћ холандских стручњака и средстава Европске инвестиционе банке, али њен завршетак и даље блокирају контроверзе о потенцијалном утицају на екологију вода.

### Клима
Санкт Петербург има влажну континенталну климу са хладним летима (тип по Кепену: Dfb) захваљујући утицају циклона са Балтика који ублажавају климу. Лета су кратка, а зиме дуге и хладне.
Средња максимална дневна температура у јулу је 22 °C. Рекордно ниска температура од -35,9 °C забележена је 1883. Река Нева се обично леди у новембру или децембру, а лед се обично ломи у априлу. У периоду децембар-март у просеку је 123 дана са снежним покривачем. Клима у граду је нешто топлија него у предграђима. Временске прилике су веома променљиве у току целе године.
Средња количина падавина у граду је у просеку 625 милиметара годишње, а највише падавина има у позно лето. Земљиште је готово увек влажно јер је испаравање мало у условима хладне климе. Просечна релативна влажност ваздуха је 78%, док је просечно 165 дана годишње облачно.
| Клима Санкт Петербурга      | Клима Санкт Петербурга | Клима Санкт Петербурга | Клима Санкт Петербурга | Клима Санкт Петербурга | Клима Санкт Петербурга | Клима Санкт Петербурга | Клима Санкт Петербурга | Клима Санкт Петербурга | Клима Санкт Петербурга | Клима Санкт Петербурга | Клима Санкт Петербурга | Клима Санкт Петербурга | Клима Санкт Петербурга |
| Показатељ \ Месец           | .Јан.                  | .Феб.                  | .Мар.                  | .Апр.                  | .Мај.                  | .Јун.                  | .Јул.                  | .Авг.                  | .Сеп.                  | .Окт.                  | .Нов.                  | .Дец.                  | .Год.                  |
| --------------------------- | ---------------------- | ---------------------- | ---------------------- | ---------------------- | ---------------------- | ---------------------- | ---------------------- | ---------------------- | ---------------------- | ---------------------- | ---------------------- | ---------------------- | ---------------------- |
| Апсолутни максимум, °C (°F) | 8,6 (47,5)             | 10,2 (50,4)            | 14,9 (58,8)            | 25,3 (77,5)            | 30,9 (87,6)            | 34,6 (94,3)            | 34,3 (93,7)            | 33,5 (92,3)            | 30,4 (86,7)            | 21,0 (69,8)            | 12,3 (54,1)            | 10,9 (51,6)            | 34,6 (94,3)            |
| Средњи максимум, °C (°F)    | −3,6 (25,5)            | −3,3 (26,1)            | 1,8 (35,2)             | 8,5 (47,3)             | 15,6 (60,1)            | 20,2 (68,4)            | 22,2 (72)              | 20,2 (68,4)            | 14,4 (57,9)            | 8,1 (46,6)             | 1,8 (35,2)             | −1,7 (28,9)            | 8,8 (47,8)             |
| Просек, °C (°F)             | −6,1 (21)              | −6,0 (21,2)            | −1,4 (29,5)            | 4,4 (39,9)             | 10,9 (51,6)            | 15,8 (60,4)            | 18,1 (64,6)            | 16,4 (61,5)            | 11,0 (51,8)            | 5,6 (42,1)             | −0,1 (31,8)            | −3,9 (25)              | 5,4 (41,7)             |
| Средњи минимум, °C (°F)     | −8,8 (16,2)            | −8,8 (16,2)            | −4,2 (24,4)            | 1,0 (33,8)             | 6,6 (43,9)             | 11,8 (53,2)            | 14,4 (57,9)            | 13,0 (55,4)            | 8,1 (46,6)             | 3,4 (38,1)             | −2,1 (28,2)            | −6,4 (20,5)            | 2,4 (36,3)             |
| Апсолутни минимум, °C (°F)  | −35,9 (−32,6)          | −35,2 (−31,4)          | −29,9 (−21,8)          | −21,8 (−7,2)           | −6,6 (20,1)            | 0,1 (32,2)             | 4,9 (40,8)             | 1,3 (34,3)             | −3,1 (26,4)            | −12,9 (8,8)            | −22,2 (−8)             | −34,4 (−29,9)          | −35,9 (−32,6)          |
| Количина падавина, mm (in)  | 37 (14,6)              | 30 (11,8)              | 34 (13,4)              | 33 (13)                | 37 (14,6)              | 57 (22,4)              | 77 (30,3)              | 80 (31,5)              | 69 (27,2)              | 66 (26)                | 55 (21,7)              | 50 (19,7)              | 625 (246,1)            |
| Извор: Погода и климат      |                        |                        |                        |                        |                        |                        |                        |                        |                        |                        |                        |                        |                        |

## Историја града

### Предисторија, оснивање и изградња града
Оснивање града Санкт Петербурга везано је за политички мит о цару Петру Великом. По том миту, цар-визионар је на први поглед одлучио да мочварно земљиште на ушћу Неве претвори у своју будућу раскошну престоницу и руски „прозор на запад“. Уметнички најснажнија и најчешће помињана формулација овог мита је песма Бронзани јахач Александра Пушкина из 1834.
Ова популарна прича је занемаривала предисторију области под именом Ингемарланд. Ту су од 10. века живела угро-финска племена бавећи се пољопривредом. Почетком 14. века Шведска и Новгородска република су се надметале за контролу ове области. Шведска тврђава је уништена око 1301. После тога регија око ушћа Неве је остала као ничија земља у којој се нису смела подизати утврђења.
У наредним вековима у овој регији се трговало, нарочито у доба шведске доминације. Тврђава Ниеншанц је саграђена 1611. и око ње се развио град. Тврђава и град су се налазили на територији данашњег Санкт Петербурга, на северној обали Неве. Тврђаву и град су разориле руске царске трупе 1656. током Другог северног рата.
Историја Ниеншанца се окончала 1. маја 1703. у току Великог северног рата, када су град заузеле трупе Бориса Шереметјева. Швеђани су превентивно још раније делимично уништили овај град. Готово у исто време почиње историја Санкт Петербурга. Званично се сматра да је овај град основан 27. маја 1703. Тог дана је на острву у Неви положен камен темељац за Петропавловску тврђаву названу по свецу заштитнику Петра Великог.
Не постоје докази да је Петар у почетку овде намеравао изградити велику тврђаву, нити нови главни град. Петропавловска тврђава је требало да преузме улогу Ниеншанца и да стратешки осигура ушће Неве, овај пут за Русе. Река је овде често плавила обале, а земљиште није било погодно чак ни за пољопривреду. Ту су само у лето боравили ретки рибари.
Петар Велики је касније одлучио да овде подигне град, и поред очигледно тешких услова за изградњу, из два разлога. Ту је било могуће изградити морску луку која би била повезана са системом руских река и језера. То је видљиво на градском грбу где је уз скиптар приказано море и сидро. Други разлог је близина западне Европе, јер је његова намера била да модернизује Русију по западном узору.
Рад на изградњи новог града уистину је започео 1706. када су регрутовани бројни кметови за грађевинске радове на ушћу Неве. Овај пројекат је остварен за пар година под ефикасним и суровим вођством Петра Великог. Док су ницали градски темељи, цар је забранио изградњу грађевина од камена у целој Русији, осим Санкт Петербурга – сваки расположиви камен требало је да буде употребљен за изградњу нове престонице. Бекство радника са овог тешког и опасног градилишта било је строго кажњавано.
Године 1706. принудно је одведено 30.000 руских кметова за потребе изградње града. Године 1707. било их је 40.000. Око половина њих је успела да побегне током пута на северозапад. Током изградње града умрле су десетине хиљада принудних радника и сељака-робова. Умирали су од маларије, скорбута, дизентерије или просто од глади и исцрпљености. Велики делови града су изграђени на масовним гробницама умрлих радника, тако да се причало да град почива на скелетима. Пре 1721. вођено је неколико борби у рату против Швдеске у близини новоосноване царске престонице. Град је постао сигурна територија тек после победе над Шведском 1709. у бици код Полтаве.
Пошто руско племство није било вољно да се пресели у Санкт Петербург, Петар Велики им је то наредио. Племићке породице су морале да се о свом трошку преселе у куће чија је величина и стил била унапред прописана. Године 1714. у граду је било око 50.000 насељених кућа, и он је био први град у Русији са ефикасно организованом полицијом и ватрогасном службом. Центар града је увече и ноћу био вештачки осветљен.

### Санкт Петербург постаје престоница
Амбициозан пројекат изградње могао је бити реализован само уз предузимање драстичних мера. Грађевински материјал је на ушћу Неве био оскудна роба. Указ из 1710. наредио је да сви становници града морају годишње да донесу 100 комада камена или да плате високу глобу. Сваки теретни брод, који би овде пристао, морао је да као део терета испоручи камен. Наредба из 1714. налагала је да се грађевине од камена могу подизати само у Санкт Петербургу (била је на снази до 1741). Драконске мере царева су биле успешне; већ 1710. Петар Велики је прогласио Санкт Петербург за главни град Руског царства уместо Москве. Изузев кратког периода 1728–1732, када је двор боравио у Москви, Петербург је до 1918. остао главни град Русије. Племство ову промену није прихватило са задовољством, јер су били невољни да напусте своје комфорне московске резиденције.

### Време процвата
Петар Велики, један од пионира индустријске шпијунаже, довео је у Санкт Петербург инжињере и занатлије из целе Европе, посебно из Холандије, да би нову престоницу од почетка учинио европским центром науке и технике. У ово доба установљене су „Санкт Петербуршке новине“, најстарије новине у граду.
Након смрти Петра Великог 1725. опао је ентузијазам руских владара за „прозор на северу“. Москва је поново постала престоница. Царица Ана ју је вратила у Санкт Петербург. Начин на који је организовала град је и данас актуелан. Градски центар је поставила на тзв. Петроградску (Адмиралитетску) страну Неве, поставила је главне градске улице: Невски проспект, улицу Горчоваја и Вознесенски проспект. И поред тога, царица је чешће и радије боравила у Москви него у Санкт Петербургу.
Царица Јелисавета (1741–62), и још више Катарина II Велика (1762–92), снажно су оријентисале Руско царство ка западу и довеле у град многе уметнике и архитекте. За време Јелисавете подигнута су репрезентативна здања које и данас дају граду препознатљиву силуету (Зимски дворац, манастир Смољни). Јекатерински дворац је подигнут у част њене мајке, а стил архитекте Франческа Растрелија је постао доминантан.
Вероватно најзначајнија личност у историји Санкт Петербурга, уз Петра Великог, била је Катарина Велика која је преузела престо 1762. Она је себе видела (бар до Француске револуције) као носиоца духа просветитељства и посветила се уметностима и образовању. У своје доба основала је 25 академских институција, као и Смољни институт, прву руску државну школу за девојке. Коњичка статуа Петра Великог (Бронзани коњаник), која је постала симбол града, такође потиче из времена њене владавине.
Крајем 18. и почетком 19. века град је доживео највећи процват, првенствено културни, а касније и научно-технички. Прва руска балетска школа отворена је овде 1738. Академија уметности отворена је 1757, где су се школовали сликари, вајари и архитекте. Појавили су се музеји, позоришта, високе школе и библиотеке. Марински театар отворен је 1783. и у њему су извођене велике националне опере Михаила Глинке. Године 1819. Педагошки институт је постао Петербуршки универзитет.

### Устанци, атентати, револуције
У граду Санкт Петербургу била је концентрисана војна и цивилна власт Руског царства, тако да су се у њему догодиле најзначајније побуне и револуције новије руске историје. Ту је 1825. избио Устанак декабриста, а касније побуне су довеле до оснивања Совјетског Савеза. Крајем 19. века ту су избијали мањи нереди и побуне. У граду су извршени бројни атентати против царских дворјана и чланова владе. Најзначајније од њих је било убиство цара Александра II 1881.
Револуционарне партије и покрети су оснивани у Санкт Петербургу, а полиција их је сурово прогонила. У граду је Петербуршком крвавом недељом започела Револуција 1905—1907. Као резултат ове револуције у граду је отворена друга Дума која није имала стварног политичког утицаја. Почетком Првог светског рата, из патриотских разлога, име града је промењено у Петроград. Фебруарска револуција из 1917. се углавном одиграла у Санкт Петербургу. Почетак Октобарске револуције 1917. означили су пуцњи са крстарице Аурора у луци Петрограда. У оближњој луци Кронштат 1921. избио је устанак анархистичког покрета комунистичких савета који се успротивио диктатури бољшевика. Њих су крваво поразиле совјетске трупе. Лењин је прогласио Москву за главни град Русије и Совјетског Савеза. Становништво Санкт Петербурга се знатно смањило у наредних пар година због грађанског рата, њиме изазване несташице хране, и због селидбе државних органа управе у Москву.

### Лењинград
После Лењинове смрти 1924. некадашњи царски град је добио име Лењинград. Центар моћи у Совјетском Савезу се, међутим, померао све више ка Москви. Функционери КПССа из Лењинграда су у почетку били утицајни, што се променило када је Стаљин преузео апсолутну власт. У оквиру стаљинистичких чистки прво је 1934. у свом кабинету убијен популарни лењинградски партијски функционер Сергеј Киров. Некадашњи председник петроградског совјета Григориј Зиновјев осуђен је на монтираном процесу, док је други председник совјета, Лав Троцки, убијен у егзилу у Мексику.
Чак се у просторном планирању Лењинграда видео утицај Москве. Генералним планом из 1935. било је предвиђено да се центар града помери на југ, на новоизграђени Московски трг на Московском проспекту. Централна грађевина требало је да буде Зграда совјета, слично Палати совјета која је планирана у Москви. Московски трг је пројектован у типичној форми „социјалистичког града“ која је примењивана широм Совјетског Савеза. Избијање Другог светског рата и недостатак грађевинског материјала су спречиле селидбу центра града. Московски трг је до данас остао највећи градски трг. План о прекомпоновању града имао је идеолошки циљ да маргинализује стари Санкт Петербург и претвори град у само један од многих сличних совјетских градова.

### Опсада Лењинграда
Лењинград је током Другог светског рата провео 872 дана под опсадом немачких и финских снага. Блокада је трајала од 8. септембра 1941. до 27. јануара 1944. Снаге Вермахта је предводио генерал-фелдмаршал Вилхелм фон Леб. Те снаге никада нису покушале заузимање града, већ су по наређењу Адолфа Хитлера покушавале да систематски изгладне његово становништво које није имало одакле да се снабдева храном. Тајно наређење врховне команде Вермахта од 23. септембра 1941. је гласило:
Фирер је одлучио да се град Петербург уништи до темеља. После пораза совјетске Русије неће постојати разлог за опстанак овог великог насеља.
Већ у рану 1942. су нацистички планери означили област око Лењинграда као област немачког насељавања. Отуда следи да су предвиђали уништење око 3 милиона становника Лењинграда.
За време опсаде храна је у град стизала само веома опасним летовима авиона, или преко језера Ладога (лети бродом, а зими санкама или камионима преко залеђеног језера). Посебно драматична ситуација је владала крајем 1941. Немачка авијација је уништила складишта хране, а зима је стигла неуобичајено рано. Рације хлеба су у октобру пале на 400 грама за раднике и 250 грама за децу и жене. До 20. октобра, пале су на 250 грама за раднике и 125 грама за остале. Зимске температуре су пале на –40 °C у граду који практично није имао огрева. Само у децембру 1941. умрло је око 53.000 људи. Многи од њих су се једноставно срушили на улици од исцрпљености.
Савичеви су умрли. Сви су умрли. Тања је сама.
Ове речи је великим словима у свој дневник исписала једанаестогодишња Тања Савичева маја 1942. Њен дневник је постао симбол опсаде и коришћен је као доказни документ на Нирнбершком процесу.
Песникиња Ана Ахматова је 1941. стиховима описала ситуацију у граду:
Птице смрти у зениту стоје,

тај што ће Лењинград издати, ко је?

Не вичите, он дише и снује,

још жив је он и све чује:

Како на балтијском дну

синови његови јаучу у сну.

Како из груди им јецај: хлеба

и до седмог се чује неба…

Ал суров је свод тај и шкрт,

а из свих прозора гледа смрт.
Током тешких година блокаде на град је испаљено око 150.000 артиљеријских граната, и око 100.000 авионских бомби. У покушајима Црвене армије да разбије блокаду погинуло је 500.000 њених војника. Она је тек 18. јануара 1943. успела да заузме кључно утврђење и успостави уску копнену линију снабдевања Лењинграда. Офанзива којом је разбијена блокада трајала је од 14. до 27. јануара 1944. По подацима руског историчара Валентина Коваљчука у три године опсаде страдало је око 2 милиона Руса, од тога најмање 750.000 цивила. Као поређење, Стаљинград је уочи рата имао 450.000 становника.
Историчари су након рата тумачили опсаду Лењинграда са два становишта. Једни су тврдили да је опсада и изгладњавање као начин ратовања била ратна стратегија примењивана вековима. Други су сматрали да је ова опсада имала карактер геноцида против становништва Лењинграда који се базирао на расистичкој политици.

### После рата
Обнова Лењинграда после „Великог отаџбинског рата“ је била гигантски пројекат од великог политичког значаја. Град је постао симбол ратних страдања и отпора фашизму, а његови су политичари водили борбу за превласт против политичара из Москве која је трајала и у 1950им. Обнова града је била питање престижа Совјетског Савеза. За кратко време ту је доведено милион радника који су радили на поновној изградњи, при чему је рестаурација културних споменика имала посебну тежину. Већ 1945. град је добио титулу Града хероја Совјетског Савеза.
Након "Великог отаџбинског рата" у Лењинграду није остала ни једна једина животиња због глади коју је опсада овог града проузроковала. Људи су појели све живо у граду, а прва животиња које је доведена у Лењинград била је мачка, која је од тад симбол овог града. Мачке су доведене како би ловиле пацове по обновљеним фабрикама и биле су "запослене" уз адекватну радну књижицу. И дан данас у Санкт Петербургу постоји велики број споменика посвећених мачкама.
У послератним годинама изникле су многе нове градске четврти, тако да је 1953. у граду саграђено више стамбеног простора него икад пре или касније. Двестапедесета годишњица Санкт Петербурга 1953. није обележавана. Први разлог су биле политичке борбе, а други је била Стаљинова смрт. Годишњица је ипак обележена 1957, под руководством Никите Хрушчова, али без помињања да је то у ствари 254. годишњица.
Касније је Санкт Петербург постао познат као индустријски град и научни центар Совјетског Савеза. Политичко-културни центар Русије и Совјетског Савеза се у ово доба налазио у Москви. Услед рата и послератне изградње становништво града се великим делом изменило, а веза са градом из царских времена је избледела.
Пожар из 1988. је уништио око милион књига у Руској академији наука.  Центар града је 1989. проглашен за споменик културе.

### После распада Совјетског Савеза
На референдуму 12. јуна 1991. 54 процента становништва се изјаснило да се граду врати историјско име, које је званично враћено 6. септембра 1991. Становници управне области у околини града су, такође референдумом, одлучили да она задржи дотадашње име (Лењинградска област).
Када се октобра 1993. у Москви догодио пуч против Бориса Јељцина, тадашњи градоначелник Санкт Петербурга Анатолиј Собчак је окупио присталице на великим демонстрацијама против пучиста испред Зимског дворца.
Године 1999. територија града је знатно проширена на околне сателитске градове: Колпино, Пушкин, Ломоносов, Кронштат, Петерхоф и друга насеља. Ови градови данас важе за градске рејоне и више не припадају Лењинградској области.
Обележавање јубилеја 300 година Санткт Петербурга је почело 27. маја 2003. У оквиру ових дешавања санирани су многи делови старог града и палата, и реконструисана је легендарна Ћилибарска соба. Руска држава је за реконструкцију потрошила једну до две милијарде евра, а реконструкцију је помогла и немачка фирма Е. ОН. Дана 31. маја руски председник Владимир Путин и немачки канцелар Герхард Шредер су званично отворили реконструисану Ћилибарску собу.
Санкт Петербург је први пут после дуго времена поново избио у први план интересовања светске јавности. Пошто се већина инвестиција односила на реконструкцију фасада и палата критичари су заједљиво приметили да се ради о новим Потемкиновим селима и да ће град поново бити заборављен после јубилеја. Ова страховања се за сада нису остварила јер се у граду настављају инвестиције, делом кроз приватна улагања.

## Становништво
Према прелиминарним подацима са пописа, у граду је 2010. живело 4.848.742 становника, 187.523 (4,02%) више него 2002. То је око 3 процента укупног становништва Русије.
| 1939.     | 1959.     | 1970.     | 1979.     | 1989.     | 2002.     | 2010.     |
| --------- | --------- | --------- | --------- | --------- | --------- | --------- |
| 3.015.188 | 2.899.955 | 3.512.974 | 4.072.528 | 4.460.424 | 4.661,219 | 4.879.556 |

Просечна месечна бруто зарада по становнику у првој половини 2007. била је 15100 рубаља (око 420 евра). 
Санкт Петербург је од оснивања био град великих социјалних разлика. Од времена распада СССР социјалне разлике се поново заоштравају. Просјаци и ситни улични продавци су протерани из центра града за време јубилеја 2003, али су и даље део свакодневне слике града у даљим четвртима. Око 15% становништва станује у такозваним комуналкама или заједничким становима, где више породица дели један дневни боравак, кухињу и купатило, док свака породица има засебну приватну собу.
Некада веома мултикултурни град данас је доминантно насељен Русима (89,1%). Уз њих, ту су Јевреји 2,1%, Украјинци 1,9%, Белоруси 1,9% и мање групе Татара, припадника кавкаских народа, Узбека, Вепса и Финаца.

### Историја промене броја становника Санкт Петербурга
Испод је дат преглед промене броја становника Санкт Петербурга по годинама. До 1944. ради се о проценама, од 1959. до 2002. ради се о резултатима пописа до 2010 (град се 2004. проширио на нека предграђа).
| година | становника |
| ------ | ---------- |
| 1725.  | 75.000     |
| 1750.  | 150.000    |
| 1800.  | 300.000    |
| 1846.  | 336.000    |
| 1852.  | 485.000    |
| 1858.  | 520.100    |
| 1864.  | 539.100    |
| 1867.  | 667.000    |
| 1873.  | 842.900    |
| 1881.  | 876.600    |
| 1886.  | 928.600    |
| 1891.  | 1.035.400  |
| 1897.  | 1.264.900  |
| 1901.  | 1.439.400  |

| година            | становника |
| ----------------- | ---------- |
| 1908.             | 1.678.000  |
| 1910.             | 1.962.000  |
| 1915.             | 2.318.600  |
| 1920.             | 722.000    |
| 1926.             | 1.616.100  |
| 1936.             | 2.739.800  |
| 1939.             | 3.191.300  |
| 1944.             | 2.559.000  |
| 15. јануар 1959.  | 2.888.000  |
| 15. јануар 1970.  | 3.512.974  |
| 17. јануар 1979.  | 4.072.528  |
| 12. јануар 1989.  | 4.460.424  |
| 9. октобар 2002.  | 4.159.635  |
| 14. октобар 2010. | 4.879.566  |

## Привреда
Санкт Петербург је главна капија за размену добара, која служи као финансијски и индустријски центар Русије, са специјализацијом и развијене секторе за трговину нафтом и гасом; бродоградилишта и повезане секторе; ваздухопловну индустрију; технологију, укључујући радио, електронику, софтвер и компјутере; машиноградњу, тешку механизацију и транспорт, укључујући тенкове и другу војну опрему; рударство; производња инструмената; црну и обојена металургија (производња легура алуминијума); хемикалије, фармацеутску производњу, производњу и трговину медицинском опремом; издаваштво и штампа; производњу хране и угоститељство; трговина на велико и мало; текстилну индустрију и индустрију одеће те многе друга привредне гране. Такође је био дом Леснера, једног од два пионирска руска произвођача аутомобила (заједно са руско-балтичком). Основао га је произвођач машина алатки и котла ГА Леснер 1904. године по нацртима Бориса Луцког и фирма је радила до 1910. године.
Десет одсто светских енергетских турбина производи се у ЛМЗ- у, који је изградио преко две хиљаде турбина за електране широм света. Главне локалне индустрије су Адмиралско бродоградилиште, Балтичко бродоградилиште, ЛОМО, Фабрика Киров, Електросила, Ижорисиј Завод. Такође регистровани у Санкт Петербургу су: Совкомфлот, Петербуршка компанија за гориво и СИБУР, међу осталим великим руским и међународним компанијама.
Лука Санкт Петербург има три велика теретна терминала, Бољшој луку Санкт Петербург, Кронштат и терминал Ломоносов. Међународни бродови за крстарење опслужују се у путничкој луци Морској Вокзал на југозападу Васиљевског острва. Године 2008. отворена су прва два сидришта у Новој путничкој луци на западу острва. Нови путнички терминал део је градског развојног пројекта „Marine Facade“.
Сложен систем речних лука на обе обале реке Неве међусобно је повезан са системом морских лука, чиме је Санкт Петербург постао главна веза између Балтичког мора и остатка Русије преко Волго-Балтичког пловног пута.
Ковница новца Санкт Петербурга (Монетни двор), основана 1724. године, једна је од највећих ковница на свету, кује руске кованице, медаље и значке. Санкт Петербург је такође дом најстарије и највеће руске ливнице, Монументскулптура, која је направила хиљаде скулптура и статуа које сада красе јавне паркове Санкт Петербурга и многих других градова. Ту су направљени споменици и бронзане статуе царева, као и других важних историјских личности и достојанственика, и други светски познати споменици, попут скулптура Петера Клода фон Јиргенсбурга, Паола Трубецког, Марка Антоколског и других.
Године 2007. Тојота је отворила фабрику Camry након улагања 5 милијарди рубаља око 200 милиона долара) у Шушари, једном од јужних предграђа Санкт Петербурга. Опел, Хиундаи и Нисан такође су потписали уговоре са руском владом о изградњи својих аутомобилских фабрика у Санкт Петербургу. Индустрија аутомобила и ауто-делова тамо је у успону током последње деценије.
Санкт Петербург има неколико великих пивара и дестилерија. Позната као „престоница пива“ Русије због снабдевања и квалитета локалне воде, њених пет великих пивара чини преко 30% домаће производње пива у земљи. Међу њима су друга највећа пивара у Европи Балтика, Вена (обе којима управља ББХ), Хеинекен Бревери, Степан Разин (обе у власништву Хајнекена) и Тинкоф пивара (СУН-ИнБев).
Многе локалне дестилерије у граду производе широк спектар брендова вотке. Најстаријиа дестилерија је ЛИВИЗ (основана 1897). Међу најмлађима је руска стандардна вотка представљена у Москви 1998. године, која је 2006. отворила нову 60 милиона долара вредну дестилерију у граду (површина од 30.000 m2 (320.000 sq ft), стопе производње од 22.500 боца на сат).
Град има другу по величини грађевинску индустрију у Русији гледано по градовима, укључујући развијену комерцијалну, стамбену и путну изградњу.
У 2006, градски буџет Санкт Петербурга износио је 180 милијарди рубаља (око 7 милијарди америчких долара по курсу из 2006. године). Бруто регионални производ савезног субјекта ажурирано: 2016. био је на 2. месту у Русији, после Москве са 13.000 америчких долара по глави становника, на 12. месту међу руским федералним субјектима, чему највише доприносе трговина на велико и мало и услуге поправке (24,7%), као и прерађивачка индустрија (20,9%) и саобраћај и телекомуникације (15,1%).
У 2015. години, Санкт Петербург је био рангиран на 4. месту економски међу свим федералним субјектима Руске Федерације, престигавши га само Москва, Тјуменска и Московска област.

## Саобраћај
Санкт Петербург је главно транспортно чвориште. Прва руска железница је изграђена 1837. године и од тада је градска саобраћајна инфраструктура ишла у корак са растом града. Петербург има широк систем локалних путева и железничких услуга, одржава велики систем јавног превоза који укључује трамвај Санкт Петербурга и метро у Санкт Петербургу, и дом је неколико речних услуга које превозе путнике.
Град је повезан са остатком Русије и светом преко неколико савезних аутопутева и националних и међународних железничких рута. Аеродром Пулково опслужује већину ваздушних путника који одлазе или долазе у град. Санкт Петербург има широку мрежу јавног превоза који финансира град (аутобуси, трамваји, тролејбуси) и неколико стотина рута које опслужују маршрутке. Трамваји у Санкт Петербургу су некада били главно превозно средство; осамдесетих година прошлог века петербуршки метро је био највећа трамвајска мрежа на свету, али су многе пруге демонтиране 2000-их.
Аутобуси превозе до три милиона путника дневно, опслужујући преко 250 градских и више приградских аутобуских линија. Градски метро отворен је 1955. године; сада има 5 линија са 72 станице које повезују свих пет железничких терминала и превозе 2,3 милиона путника дневно. Метро станице су често украшене материјалима као што су мермер и бронза.
Од 2018. године, метро у Санкт Петербургу укључује нове станице: Проспект Слави, Дунајскаја, Шушари, Беговаја и Новокрестовскаја. Последња станица је изграђена посебно да би понудиле погодан приступ стадиону током утакмица ФИФА Светског првенства 2018. и утакмица које игра ФЦ Зенит.
Гужве у саобраћају су уобичајене у граду због свакодневне обимности приградског саобраћаја, међуградског саобраћаја и прекомерног зимског снега. Изградња аутопутева као што је обилазница Санкт Петербурга, завршена 2011. и Западни пречник великих брзина, завршена 2017. године, помогла је у смањењу саобраћаја у граду. М11 Нева, такође познат као аутопут Москва-Санкт Петербург, је федерални аутопут који повезује Санкт Петербург са Москвом аутопутем.
Санкт Петербург је важан транспортни коридор који повезује Скандинавију са Русијом и источном Европом. Град је чвориште међународних европских путева Е18 према Хелсинкију, Е20 према Талину, Е95 према Пскову, Кијеву и Одеси и Е105 према Петрозаводску, Мурманску и Киркенесу (север) и према Москви и Харкову (југ).
Просечно време које људи проведу на путу до посла јавним превозом у Санкт Петербургу, на примеру пута на посао и са посла, радним даном је 69 минута. Укупно 19,6% возача јавног превоза вози се више од 2 сата сваког дана. Просечно време које људи чекају на станици или станици јавног превоза је 11 минута, док 16,1% возача чека у просеку преко 20 минута сваког дана. Просечна раздаљина коју грађани обично возе на једном путовању јавним превозом је 7 km (4,3 mi), док 15% путује преко 12 km (7,5 mi) година у једном правцу.
Град опслужују путничке и теретне бродове у Невском заливу. Велики Обуховски мост отворен је 2004 и донео је побољшање квалитета саобраћа у граду.
Метеор хидроглисери повезују центар града са обалним градовима Кронштатом и Шлиселбургом у периоду од маја до октобра. У топлијим месецима многи мањи чамци и водени таксији саобраћају градским каналима.
Бродска компанија St. Peter Line управља са два трајекта која плове од Хелсинкија до Санкт Петербурга и од Стокхолма до Санкт Петербурга.

### Железнички превоз
Град је крајња дестинација за мрежу међуградских и приградских железница, које опслужује пет различитих железничких терминала (Балтијски, Финљандски, Ладожски, Московски и Витебски), као и десетине других железничких станица у оквиру савезног субјекта. Санкт Петербург има међународне железничке везе до Хелсинкија, Финске, Берлина, Немачке и многих бивших република СССР-а. Хелсиншка пруга, изграђена 1870. и 443 km (275 mi) дуга, има возове пет пута дневно, на путу у трајању од око три и по сата са Алегро возом.
Железничка пруга Москва – Санкт Петербург отворена је 1851. године и дуга је 651 km (405 mi) дуг; за путовање до Москве сада је потребно од три и по до девет сати.
Руске железнице су 2009. године покренуле услугу превоза возом велике брзине за линију Москва–Санкт Петербург. Нови воз, познат као Сапсан, дериват је популарног Сименс Веларо воза. Поставио је рекорде за најбржи воз у Русији 2. маја 2009, са 281 km/h (174,6 mph) и 7. маја 2009. путујући брзином од 290 km/h (180 mph).
Од 12. децембра 2010. године Karelian Trains, заједничко предузеће између Руских железница и ВР (Финске железнице), управља брзим услугама Алстом Пендолино између Финландског у Санкт Петербургу и Главне железничке станице у Хелсинкију. Ове услуге су означене као Алегро возови. Аллегро је познат по томе што с времена на време има великих техничких проблема, који понекад резултирају значајним кашњењима, па чак и отказивањем путовања туриста.

### Авио превоз
Санкт Петербург опслужује међународни аеродром Пулково. Аеродром Пулково отворен је за путнике као мали аеродром 1931. године. Према подацима из 2013. Аеродром Пулково годишње превезе преко 12 милиона путника и трећи је најпрометнији у Русији после московског Шереметјева и Домодедова. Као резултат тога, стално растући путнички саобраћај покренуо је огромну модернизацију целокупне аеродромске инфраструктуре. Новоизграђени терминал 1 аеродрома Пулково пуштен је у рад 4. децембра 2013. године и интегрисао је међународне летове бившег терминала Пулково-2. Реновирани терминал Пулково-1 отворен је за домаће летове као продужетак Терминала 1 током 2015. године. Један од најстаријих авио-превозника Руске Федерације Русија регистрован је у Санкт Петербургу и највећи је и основни превозник аеродрома Пулково.
Постоји редовна брза аутобуска веза (аутобуси 39, 39Е, К39) између аеродрома Пулково и станице метроа Московскаја, као и такси служба која ради 24 часа.

## Култура
Санкт Петербург је град који има светску репутацију у историји књижевности, музике и позоришта.

### Позориште
У граду данас постоји 40 различитих позоришта. Маријски театар је једна од најчувенијих оперских кућа у свету. У њему ради и Балет Киров.
Александрински театар је основан 1756. по налогу царице Јелисавете I. Неки од кадета официрске школе су основали прво стално позориште Русије. Ансамбл позоришта се уселио у садашњу зграду 1832, која је настала по пројекту архитекте Карла Росија.
У граду су живели и радили Михаил Глинка, Модест Мусоргски, Николај Римски-Корсаков, Пјотр Чајковски, Игор Стравински и Дмитриј Шостакович. Посебно је везана за град Шостаковичева седма, или Лењинградска симфонија, која је настала у време опсаде града у Другом светском рату, и представљала симбол опстанка руске културе у најтежим условима. Први пут је изведена у Москви, а потом је 8. августа 1942. изведена у Санкт Петербургу и емитована на совјетском радију.

### Музеји
Санкт Петербург је седиште више од две стотине музеја, од којих су многи у историјским зградама. Највећи је музеј Ермитаж који садржи ентеријере некадашње царске резиденције и огромну колекцију уметности. Државни руски музеј је велики музеј посвећен руској ликовној уметности. Станови неких познатих Петербуржана, укључујући Александра Пушкина, Фјодора Достојевског, Николаја Римског-Корсакова, Фјодора Шаљапина, Александра Блока, Владимира Набокова, Ане Ахматове, Михаила Зошченка, Јосифа Бродског, као и неке палате и паркове у јужним предграђима значајни споменици архитектуре као што је Исаакова катедрала, такође су претворени у јавне музеје.
Кунсткамера, са колекцијом коју је 1714. године основао Петар Велики ради прикупљања куриозитета из целог света, понекад се сматра првим музејом у Русији, који је еволуирао у данашњи Музеј антропологије и етнографије Петра Великог. Руски етнографски музеј, који је одвојен од Руског државног музеја, посвећен је културама народа Русије, бившег Совјетског Савеза и Руског царства.
Бројни музеји пружају увид у совјетску историју Санкт Петербурга, укључујући Музеј блокаде, који кроз поставку приказује опсаду Лењинграда те Музеј политичке историје, који објашњава многе ауторитарне карактеристике СССР-а.
Остали значајни музеји укључују Централни морнарички музеј и Зоолошки музеј, Централни музеј земљишта, Руски железнички музеј, Музеј Суворова, Музеј опсаде Лењинграда, Музеј савремене уметности Ерарта, највећи невладин музеј савремене уметности у Русији, Историјски музеј Санкт Петербурга у Петропавловској тврђави и Музеј артиљерије, који поседује и огромну колекцију друге војне опреме, униформи и одликовања. Између осталих, у Санкт Петербургу се налази и Државни музеј историје религије, један од најстаријих музеја у Русији о религији који приказује културне представе из различитих делова света.

### Музика
Прву музичку школу, Петроградски конзерваторијум, основао је 1862. године руски пијаниста и композитор Антон Рубинштајн. Међу бившим студентима школе били су познати композитори као што су Петар Чајковски, Сергеј Прокофјев, Артур Кап, Рудолф Тобијас и Дмитриј Шостакович, који су предавали на конзерваторијуму током 1960-их, доневши му додатну славу. На конзерваторијуму је од 1871. до 1905. предавао и познати руски композитор Николај Римски-Корсаков . Међу његовим ученицима били су Игор Стравински, Александар Глазунов, Анатолиј Лиадов и други. Некадашњи петербуршки стан Римског-Корсакова верно је сачуван као музеј.
Дмитриј Шостакович, који је рођен и одрастао у Санкт Петербургу, посветио је своју Седму симфонију граду, назвавши је „Лењинградском симфонијом“. Написао је симфонију док је боравио у граду током опсаде Лењинграда. Премијерно је изведена у Самари марта 1942; неколико месеци касније, добила је прво извођење у опкољеном Лењинграду у Бољшој филхармонији под диригентском палицом Карла Елиасберга. Композиција се Чула преко радија и говорило се да је подигало расположење преживелом становништву. Током 1992. Седму симфонију извело је 14 преосталих оркестара са лењинградске премијере у истој сали, као и пола века раније. Лењинградски филхармонијски оркестар је један од познатијих симфонијских оркестара у свет,у под руководством диригента Јевгенија Мравинског и Јурија Темирканова.
Царска хорска капела је основана по узору на сличне организације на краљевским дворовима других европских престоница.
Санкт Петербург је био дом најновијих покрета у популарној музици у земљи. Рани совјетски џез бендови који су овде основани укључивали су Први концертни џез бенд Леополда Теплицког (1927) и друге бендове. Прво друштво за поштовање џеза у Совјетском Савезу основано је у Санкт Петербургу 1958. године као Ј58, а касније названо џез клуб Квадрат.
Године 1956. Александар Броневицки и Едита Пјеха су основали популарни ансамбл Дружба који је постао први популарни бенд у СССР-у током 1950-их. Током 1960-их, студентске рок групе Аргонавти, Кочевники и друге су биле пионир серије незваничних андерграунд рок концерата и фестивала. Борис Гребеншчиков је 1972. основао бенд Акуариум, који је касније постао веома популаран. Од тада се формира "Петров рок" музички стил.
Током 1970-их многи бендови су изашли су из „андерграунд” сцене и на крају основали Ленинградски рок клуб, који је обезбедио простор за извођење бендовима као што су ДДТ, Кино, Алиса, Землиане, Зоопарк, Пикник и Сецрет. Први хепенинг-концерт у руском стилу, Поп Механика, који је приказао преко 300 људи и животиња на сцени у режији Сергеја Курјохина 1980-их. Међународни фестивал Сергеја Курјохина (СКИФ) носи његово име и од 2004. године основан је Курјохин центар, где се одржавају фестивали СКИФ и Електромеханика и Етномеханика. СКИФ се фокусира на експерименталну поп музику и авангардну музику, Електро-Механика на електронску музику, а Етномеханика на светску музику.
Данашњи Санкт Петербург се може похвалити многим запаженим музичарима различитих жанрова
Фестивал белих ноћи у Санкт Петербургу познат је по спектакуларном ватромету и масовној представи којом се прославља крај школске године.
Рејв бенд Литл Биг такође долази из Санкт Петербурга и поједини спотови бенда сниману су у граду.

### Балет
Санкт Петербург је једно од најзначајнијих места у коме се развила балетска уметност. Сергеј Дјагиљев, Маријус Петипа, Вацлав Нижински, Матилда Марија Кшесинскаја и Ана Павлова су посебно заслужни за овај развој. Овде се налази вероватно најпознатија балетска школа на свету - Балетска академија Ваганова, основана 1738.

### Шах
У Санкт Петербургу су живели и неки од врхунских светских шахиста: Михаил Ботвиник (вишеструки првак света у шаху у периоду 1948—1963), Борис Спаски (светски првак у периоду 1969—1972) и Виктор Корчној. Анатолиј Карпов је дуго живео у Лењинграду где је студирао. Титулу шаховског велемајстора први пут је доделио цар Николај II после једног турнира 1914. у овом граду.

### Филм
У Санкт Петербургу је снимљено преко 250 међународних и руских филмова. Више од хиљаду играних филмова о царевима, револуцији, људима и причама смештеним у Санкт Петербургу је произведено широм света, али нису снимљени у граду. Први филмски студији основани су у Санкт Петербургу у 20. веку, а од 1920-их Ленфилм је највећи филмски студио са седиштем у Санкт Петербургу. Први страни играни филм у потпуности снимљен у Санкт Петербургу била је продукција Толстојеве Ане Карењине из 1997. године, са Софи Марсо и Шоном Бином у главним улогама.
Култна комедија Иронија судбине смештена је у Санкт Петербург и бави се темом совјетског урбанизма. Филм Беле ноћи из 1985. привукао је значајну пажњу Запада јер је приказао праве лењинградске уличне сцене у време када је снимање у Совјетском Савезу од стране западних продукцијских компанија било генерално онемогућено. Остали филмови укључују Златно око (1995), Поноћ у Санкт Петербургу (1996), Брат (1997) и тамилски романтични трилер Dhaam Dhoom (2008).
Оњегин (1999) је заснован на песми Пушкина и приказује многе туристичке атракције . Поред тога, руска романтична комедија, Питер ФМ, замршено приказује градски пејзаж, готово као да је главни лик у филму.
Током године се одржава неколико међународних филмских фестивала у граду, попут Фестивала фестивала у Санкт Петербургу, као и Међународног фестивала документарног филма Порука човеку.

### Књижевност
У граду се налази више значајних библиотека. Салтиков-Шчедринова библиотека, настала 1795, данас је део Националне библиотеке Русије. Она је са 30 милиона дела друга највећа библиотека Русије после Државне библиотеке Русије у Москви. У њој се чувају књиге на 85 језика. У збирци се налази и најстарији датирани источнословенски рукопис, црквенословенско Остромирово јеванђеље из 1057. Библиотека Руске академије наука из 1714. поседује 17 милиона књига. Пушкинова библиотека је са 5000 дела значајно мања, али садржи вредну колекцију дела из приватне колекције великог писца.
Град има дугу и светски познату традицију у књижевности. Достојевски га је назвао „најапстрактнијим и највише интернационалним градом на свету“, наглашавајући његову извештаченост, али је био и симбол модерног нереда у Русији која се реформише.
Руским писцима се често појављивао као претећи и нељудски механизам. Гротескна и често кошмарна слика града представљена је у последњим Пушкиновим песмама, петербуршким причама о Гогољу, романима Достојевског, стиховима Александра Блока и Осипа Мандељштама и у симболистичком роману Петроград Андреја Белог. Према Лотману у свом поглављу „Симболизам Санкт Петербурга“ у делу Универзум и ум, писци су били инспирисани симболизмом самог града. Утицај живота у Санкт Петербургу на невољу сиромашног чиновника у друштву опседнутом хијерархијом и статусом такође је постала важна тема за ауторе као што су Пушкин, Гогољ и Достојевски. Још једна важна карактеристика ране књижевности Санкт Петербурга је њен митски елемент, који укључује урбане легенде и популарне приче о духовима. Приче Пушкина и Гогоља укључују духове који се враћају у Санкт Петербург да прогоне становништво, као и друге фантастичне елементе, стварајући надреалне и апстрактне слике Санкт Петербурга.
Писци 20. века из Санкт Петербурга, као што су Владимир Набоков, Ајн Ранд, Андреј Бели и Јевгениј Замјатин, заједно са својим ученицима, браћом Серапион су створили потпуно нове стилове у књижевности и допринели новим увидима у разумевање друштва кроз своје искуство у граду.
Ана Ахматова је постала важан лидер руске поезије. Њена песма Реквијем говори о опасностима са којима се сусреће током стаљинистичке ере. Још један значајан писац 20. века из Санкт Петербурга је Јосиф Бродски, добитник Нобелове награде за књижевност (1987). Док је живео у САД, његови списи на енглеском говорили су о животу у Санкт Петербургу из перспективе и инсајдер и аутсајдер у граду, у есејима као што су „Водич кроз преименовани град“ и носталгични „У соби и по“.

### Архитектура

#### Споменици и грађевине
Санкт Петербург је дуго био престоница руских царева. У овом граду они су демонстрирали своје изузетно богатство, о чему сведоче бројне грађевине и споменици. У част 300-годишњице града (2003) многе грађевине су детаљно рестауриране. Санкт Петербург има близу 250 музеја и 4000 заштићених споменика историје и културе. УНЕСКО је означио 2400 зграда у граду (15% од укупног броја грађевина) за споменике историје архитектуре. Више заштићених зграда од Санкт Петербурга има само Венеција. Град се суочава са хроничним проблемом цене одржавања свог архитектонског наслеђа. Поред бројности ових здања, ту су и други проблеми: зграде су после совјетског периода остале у рушевном стању и њихова рестаурација је скупа, индустрија и густ саобраћај у граду су учинили ваздух јако загађеним и тако угрозили градске фасаде. Неки од споменика су приватизовани од 2004, али је и даље око 80% грађевина у власништву државе.

#### Доминантни стилови
- Град је релативно млад и на њега су јако утицали западноевропски стилови архитектуре. У граду се могу наћи грађевине у стилу раног барока, раскошног барока, класицизма, историцизма, арт нувоа и раног модернизма (на пример: немачка амбасада Беренса и Ван дер Роа).
- Грађевине из доба Петра Великог (на пример: Петропавловска тврђава, 12 високих школа, палата Меншиков, летња палата Петра Великог, музеј Кунсткамера и плата Петра II) су све пројектоване под утицајем европског барока.
- Касније се значајно развио руски барок. Зграде и фасаде су биле декорисане у три боје, а њихови просторни планови су постали компликовани. Најзначајнији архитекти овог периода су Бартоломео Растрели и Сава Чевакинскиј. Типична здања из овог периода су Зимски дворац, Јекатарински дворац, Константиновски дворац, последње проширење Петерхофа, палате Строганов, Воронцов, Шереметјев, Шувалов, палата Митрополије, Манастир Смољни, Никољски сабор, Владимирска катедрала, Александро-Невска лавра (и при тој лаври Благовештенска црква).
- Неокласичне грађевине су сведеније. Њихове форме се базирају на једноставним геометријским облицима. Одличан пример је улица Роси: дуга је 220 m, широка 22 метра, а зграде у њој су високе 22 метра, док су им прозори висине 2,2 метра. У ово време обликоване су целе градске четврти, попут Дворског трга и области око Александринског театра. Најзначајнији архитекта овог периода је био италијан Карло Роси. Василиј Стасов је развио руску верзију овог стила у архитектури.
- Зграде у стилу арт нувоа су веома маштовите и разигране. Примери су: Кућа књига, Јелисејевски магазин, зграда поште, Витебска железничка станица, Гранд хотел Европа, Хотел Асторија, зграде у Каменоостровском проспекту и стамбене зграде широм града.
- Модерни Петербург, то јест, позну верзију класицизма, репрезентују величанствене зграде архитекте Фредерика Лидвала уз обалу реке.
- После Октобарске револуције реализовани су многи конструктивистички пројекти, као што је управна зграда Кировског рејона (пројекат Ноја Троцког).
- За разлику од Москве, у Санкт Петербургу има мало монументалних грађевина карактеристичних за доба стаљинизма и тада доминантне уметничке идеологије социјалистичког реализма. Пример за овај тип архитектуре је Дом совјета на Московском тргу.
- У реконструкцији града после 1945, старе грађевине су обновљене, док су нове подизане у стилу совјетске архитектуре. Веома упешатљиви примери овог стила су станице метроа на Московском проспекту.

## Споменици
Најпознатији споменик у граду је статуа Петра Великог на коњу позната као Бронзани коњаник.

## Знаменитости
|                               |           |                       |             |
| Зимски дворац - музеј Ермитаж | Река Нева | Петерхоф - двор Петра | Дворски трг |

## Административна подела
| Бр. | Рејон                 | Изворно име | Број снаовника 1. јануар 2004. | Број снаовника 1. јануар 2005. | Број снаовника 1. јануар 2006. |
| --- | --------------------- | ----------- | ------------------------------ | ------------------------------ | ------------------------------ |
| 1   | Адмиралитетски рејон  | рус.        | 184.400                        | 181.704                        | 178.742                        |
| 17  | Фрунзејски рејон      | рус.        | 402.700                        | 398.994                        | 393.216                        |
| 4   | Калињински рејон      | рус.        | 467.200                        | 464.570                        | 462.043                        |
| 5   | Кировски рејон        | рус.        | 336.100                        | 332.413                        | 328.610                        |
| 6   | Колпински рејон       | рус.        | 174.800                        | 176.213                        | 178.326                        |
| 7   | Црвеногардејски рејон | рус.        | 330.200                        | 327.484                        | 324.908                        |
| 8   | Красноселски рејон    | рус.        | 304.300                        | 302.890                        | 301.739                        |
| 9   | Кронштат              | рус.        | 43.100                         | 42.992                         | 42.815                         |
| 10  | Курортни рејон        | рус.        | 67.100                         | 67.235                         | 67.516                         |
| 11  | Московски рејон       | рус.        | 272.400                        | 268.873                        | 266.312                        |
| 12  | Невски рејон          | рус.        | 434.500                        | 435.097                        | 436.598                        |
| 14  | Петродворски рејон    | рус.        | 76.800                         | 77.574                         | 115.138                        |
| 13  | Петроградски рејон    | рус.        | 131.500                        | 128.469                        | 126.312                        |
| 15  | Приморски рејон       | рус.        | 397.500                        | 401.609                        | 405.034                        |
| 16  | Пушкински рејон       | рус.        | 101.000                        | 103.009                        | 120.661                        |
| 2   | Васиљевско острво     | рус.        | 198.700                        | 196.815                        | 195.522                        |
| 3   | Виборшки рејон        | рус.        | 417.300                        | 414.812                        | 412.839                        |
| 18  | Централни рејон       | рус.        | 231.100                        | 225.821                        | 224.289                        |

## Партнерски градови
Санкт Петербург је побратимљен са следећим градовима:
| - Турку, Финска, од 1957. - Хамбург, Немачка, од 1957. - Дрезден, Немачка, од 1961. - Београд, Србија - Берлин-Нојкелн, Немачка, од 3. јуна 1991. - Загреб, Хрватска, од 1968. - Лос Анђелес, САД, од децембра 1989. - Праг, Чешка, од 1991. | - Париз, Француска, од 1997. - Варшава, Пољска, од 1997. - Гдањск, Пољска - Истанбул, Турска - Мумбај, Индија - Ница, Француска - Сент Питерсбург, Флорида - Ришон ле Сион, Израел |

### Бивши
- Милано, Италија (Милано је суспендовао побратимство 2012, из протеста због усвајања „закона о хомосексуалној пропаганди“.[43])